# Nazarje község
Nazarje község (szlovén nyelven Občina Nazarje) Szlovénia 212 alapfokú közigazgatási egységének, azaz községének egyike a Savinjska statisztikai régióban, a Dreta-folyó mentén. Adminisztratív központja Nazarje város. A község 1994. október 3-án jött létre, amikor a korábbi nagyobb Mozirje községet Gornji Grad, Ljubno, Luče, Mozirje és Nazarje községekre osztották. 1998. augusztus 6-án Prihova települést Mozirje községből Nazarje községhez csatolták. 

## A községhez tartozó települések
A községhez Nazarje székhelyen kívül a következő települések tartoznak:
- Brdo
- Čreta pri Kokarjah
- Dobletina
- Kokarje
- Lačja Vas
- Potok
- Prihova
- Pusto Polje
- Rovt pod Menino
- Šmartno ob Dreti
- Spodnje Kraše
- Volog
- Zavodice
- Žlabor

## Népesség
| Lakosok száma | 2608 | 2582 | 2601 | 2612 | 2602 | 2554 | 2587 | 2598 | 2608 | 2650 |
|               | 2008 | 2009 | 2011 | 2012 | 2013 | 2015 | 2016 | 2017 | 2019 | 2020 |